# Еро Саринен
Еро Саринен (фин. Eero Saarinen; Кирконуми, 20. август 1910 — Ен Арбор, 1. септембар 1961) био је фински и амерички архитекта и дизајнер производа. Чувен је по варијацијама стила према захтевима пројекта.

## Биографија
Када је имао 13 година са породицом је дошао у САД. Отац му је био архитекта Елијел Саринен. Његов отац је предавао на Кранбруковој академији уметности у Мичигену. Учио је од свога оца и на курсевима вајарства и дизајна намештаја. Био је пријатељ са Шарлсом и Рејом Ернсом и са Флоренс Кнол. Отишао је на Универзитет Јејл, где је 1934. завршио архитектуру. После тога годину дана је путовао Европом и Северном Африком, а годину дана је провео у родној Финској. После тога вратио се у Кранброк, где је радио са оцем и предавао у Кранбруку. Држављанин САД постао је 1940. Када му је умро отац 1950. основао је властити архитектонки уред Еро Саринен и сарадници.

## Радови
Прво је добијао углед, док је још радио под очевим надзором. За столицу, коју је дизајнирао 1940. добио је прву награду. Ту столицу, као и све остале производила је компанија Кнол, коју је основала Флоренце Кнол.
Добио је и прву награду 1948. на такмичењу за дизајн Џеферсоновог националног меморијала у Сент Луису са великим луком.
Први велики рад, који је започео са оцем био је Технички центар Џенерал Моторса у Ворену у Мичигену. Дизајнирао је у стаклу и челику са панелима у две нијансе плаве боје. Када се то показало успешним добио је да ради седишта и осталих великих корпорација: Џон Дир, IBM и ЦБС. Током педесетих година добијао је све више наруџби од америчких универзитета. Његов најчувенији рад је експресионистичка бетонска шкољка за ТВА центар за летење у Њујорку (TWA Flight Center) на међународном аеродрому Џ. Ф. Кенеди.

## Галерија
- ТВА центар за летење у Њујорку на међународном аеродром Џ. Ф. Кенеди
- 1953 Emma Hartman Noyes house, Vassar College campus, Poughkeepsie, New York